# Yūichirō Oguro
Yūichirō Oguro (小黒祐一郎?, Oguro Yūichirō; Ise, 1º maggio 1964) è un regista, sceneggiatore e scrittore giapponese.
Membro del collettivo Be-Papas, ha co-ideato la serie anime Utena la fillette révolutionnaire e il film prequel del 1999 Utena la fillette révolutionnaire - The Movie: Apocalisse adolescenziale. Ha lavorato anche sotto gli pseudonimi Hajime Satsuki (五月はじめ?) e Ogikubo Nana (荻窪七?) Oguro è anche redattore capo della rivista digitale Anime Style.

## Opere
- Dragon Ball (1986-1989) - sceneggiatura (come Hajime Satsuki)
- Shin Bikkuriman (1989-1990) - sceneggiatura (come Hajime Satsuki)
- Utena la fillette révolutionnaire (1996-1998) - planning
- Gekigangar III (1998) - soggetto e sceneggiatura
- Cyber Team in Akihabara (1998) - cooperazione al planning
- Utena la fillette révolutionnaire - The Movie: Apocalisse adolescenziale (1999) - planning
- Sensei no ojikan (2004) - cooperazione al marketing
- Goku Sayonara Zetsubou-sensei (2008) - composizione della serie
- Zoku Sayonara Zetsubou-sensei (2008) - composizione della serie
- Kemonozume (2006) - "literature", assistenza al planning, sceneggiatura (come Ogikubo Nana)
- Hanamaru yōchien (2010) - composizione della serie, sceneggiatura (episodi 1-6 e 8-12)
- In questo angolo di mondo (2016) - ringraziamenti speciali